# Баттенберг (Пфальц)
Баттенберг (нем. Battenberg) — община в Германии, в земле Рейнланд-Пфальц.
Входит в состав района Бад-Дюркхайм. Подчиняется управлению Грюнштадт-Ланд. Население составляет 401 человек (на 31 декабря 2010 года). Занимает площадь 5,45 км².